# جیمز مایکل تایلر
جیمز مایکل تایلر (انگلیسی: James Michael Tyler؛ ۲۸ مهٔ ۱۹۶۲ – ۲۴ اکتبر ۲۰۲۱) بازیگر آمریکایی بود. عموم شهرت او برای بازی در نقش گانتر در مجموعهٔ سیت‌کام فرندز (۱۹۹۴–۲۰۰۴) از شبکهٔ ان‌بی‌سی درنقش صاحب‌کافهٔ «سنترال پرک» است.

## زندگی‌نامه
جیمز مایکل تایلر در ۲۸ مهٔ ۱۹۶۲ در یک خانواده شش نفره در گرینوود، میسیسیپی آمریکا زاده شد. پدر وی یک بازنشستهٔ نیروی هوایی و مادرش خانه‌دار بودند. نام وی از روی نام پدربزرگش جیمز تایلر گذاشته شد. او زمانی عضو تئاتر دانشکده خود بود.

### سلامتی و مرگ
تایلر در سال ۲۰۱۸ به سرطان پروستات مبتلا شده بود، اما تا ژوئن ۲۰۲۱، مدت کوتاهی پس از انتشار قسمت فرندز: تجدید دیدار، بیماری خود را به‌صورت علنی افشا نکرد. او در ۲۴ اکتبر ۲۰۲۱ در ۵۹ سالگی بر اثر بیماری در منزل خود در لس‌آنجلس درگذشت.